# Johannes Ernst (Geistlicher, 1683)
Johannes Ernst, auch Johann Ernst (* 23. September 1683 in Suhr; † 12. September 1765 in Aarau) war ein Schweizer evangelischer Geistlicher.

## Leben
Johannes Ernst war der Sohn seines gleichnamigen Vaters, Johannes Ernst (* 3. März 1644 in Kirchberg bei Küttigen; † unbekannt), Pfarrer in Suhr, und dessen Ehefrau Elisabeth Wassmer. Er hatte neun Geschwister. Vermutlich erhielt er seine theologische Ausbildung an der Akademie Bern; 1708 wurde er ordiniert.
Ab 1710 war er Vikar bei seinem Vater, der seit 1688 in Birrwil tätig war, und wurde dessen Nachfolger von 1718 bis 1731. In der Zeit von 1731 bis zu seinem Tod war er als zweiter Stadtpfarrer in Aarau tätig.
1740 kam er durch den Aarauer Theologiestudenten Daniel Schmuziger in engeren Kontakt zur Herrnhuter Brüdergemeine, eine lutherisch-pietistischen Glaubensgemeinschaft. Dies führte dazu, dass er in Aarau verfolgt und beim Berner Rat angezeigt wurde. Trotzdem hielt er zu den Brüdern und gab zwei seiner Söhne an die Gemeinde. 1748 besuchte er die Gemeinde in Herrnhaag, die zehn Jahre zuvor durch den Grafen von Zinzendorf gegründet worden war, der hier mit der Herrnhuter Brüdergemeine Zuflucht fand. Die Führung der Aarauer Sozietät überliess er den deutschen Brüdern. Er predigte nicht herrnhutisch in der Kirche, sondern im reformierten Geist.
1751 hielt sich Petrus Domenicus Rosius à Porta bei ihm auf. 1757 erhielt er Besuch durch den Grafen von Zinzendorf und stand mit Daniel Willi in brieflichem Kontakt.
Johannes Ernst war seit dem 16. Juni 1713 in Leutwil mit Salome verheiratet, Tochter des Ratsherrn Jacob Rohr (1654–1728) aus Lenzburg. Sie hatten dreizehn Kinder, zu denen gehörten:
- Johannes Ernst (* 28. Juni 1714 in Birrwil; † unbekannt), Provisor in Aarau, Pfarrer in Kirchberg, Affoltern und Dekan in Aarau, mehrfach verheiratet;
- Samuel Ernst (* 19. September 1717 in Birrwil; † 25. Juli 1793), Arzt, Notar, Landschreiber in Biberstein, Stadtschreiber und Schultheiss in Aarau, mehrfach verheiratet;
- Katharina Salome Ernst (* 27. Dezember 1718 in Birrwil; † 1. Juni 1786 in Bern), verheiratet mit Sigmund Anton Freudenberger, ihr gemeinsamer Sohn war der Kunstmaler Sigmund Freudenberger;
- Abraham Wilhelm Ernst (* 20. Juli 1720 in Birrwil; † 2. März 1795 in Aarau), Seckler.